# الجدول الزمني للرباط

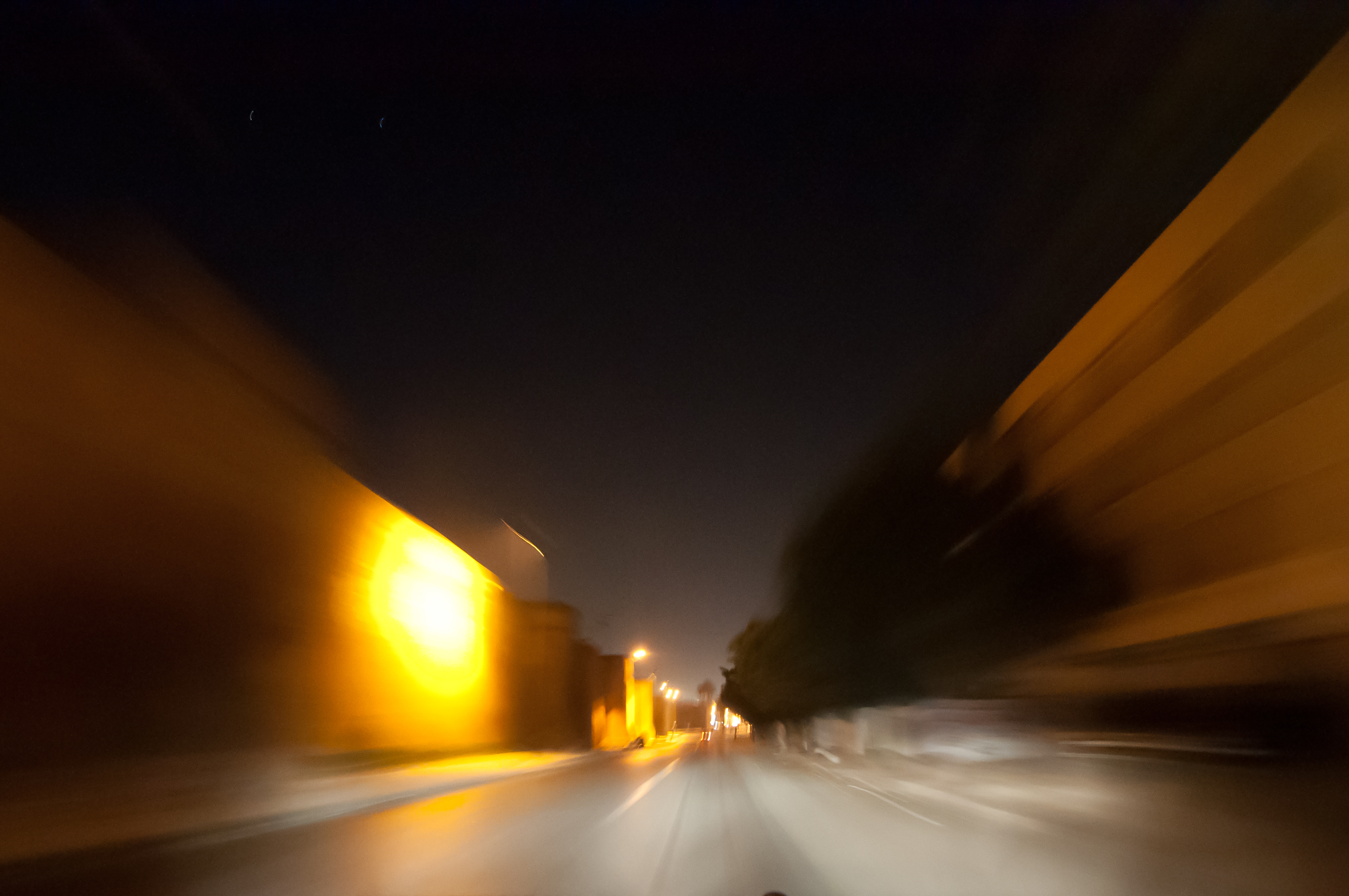
أسوار المدينة القديمة بالرباط

فيما يلي الجدول الزمني لتاريخ مدينة الرباط عاصمة المغرب.

## ما قبل القرن العشرين
- 1150 م - بدء بناء القلعة.[1]
- 1627 - الرباط وسلا تشكلان جمهورية بورقراق.
- 1864 - بناء دار المخزن.

## القرن العشرين
- 1912 - نقل العاصمة المغربية من فاس إلى الرباط.[1]
- 1915 - افتتاح المتحف الوطني للبيجو بالرباط.[2]
- 1916 - افتتاح ثانوية مولاي يوسف.
- 1919 - تشكيل نادي سطاد لكرة القدم.
- 1923 - افتتاح ملعب بيلفيدير.
- 1924 - إنشاء المكتبة الوطنية للمملكة المغربية.
- 1944 - افتتاح المركز السينمائي المغربي.
- 1946 - تشكيل نادي الفتح الرياضي لكرة القدم.
- 1951 - عدد السكان: 156209.[3]
- 1955 - الرباط عاصمة المغرب المستقل.[1]
- 1957 - افتتاح قنطرة الحسن الثاني.
- 1958 - تشكيل نادي الجيش الملكي كرة القدم التابع لاتحاد القوات المسلحة الملكية.
- 1959 - تأسيس مطبعة المغرب العربي.
- 1960 - عدد السكان: 233000.[4]
- 1961 - إنشاء المعهد الوطني للإحصاء والاقتصاد التطبيقي.
- 1962 - فتح المسرح الوطني محمد الخامس.
- 1967 - تأسيس الجمعية المغربية للبحوث والتبادل الثقافي.[5]
- 1969 - تأسيس منظمة التعاون الإسلامي في الرباط.
- 1973 - عدد السكان: 435.510 مدينة؛ 596.600 تكتل حضري.[6]
- 1974 - القمة العربية المنعقدة.
- 1979 - منظمة العالم الإسلامي للتربية والعلوم والثقافة.
- 1980
  - إنشاء المدرسة الوطنية للهندسة المعمارية.
  - عدد السكان: 808000 نسمة.[4]
- 1981 - المعهد الوطني للتخطيط العمراني والاراضي ومقره الرباط.[7]
- 1982 - عقد اجتماع للجمعية الدولية للفرنكوفونية.
- 1983 - افتتاح ملعب الأمير مولاي عبد الله.
- 1985- أغسطس دورة الألعاب العربية.
- 1987 - إنشاء مركز الدراسات الاستراتيجية بجامعة محمد الخامس.[8]
- 1989 - تأسيس اتحاد المغرب العربي ومقره الرباط.[8]
- 1991 - إنشاء الطريق السريع الرباط - آسفي.
- 1993 - عدد السكان: 1220000 (تقديري).[9]
- 1999 - إنشاء الطريق السريع الرباط - وجدة.
- 2000 - عدد السكان: 1،507،000.[4]

## القرن الحادي والعشرين
- 2005 - إنشاء طريق الرباط - طنجة.
- 2009 - فتح الله والعلو رئيسا للبلدية.
- 2010
  - بدء بناء طريق الرباط الدائري.
  - يونيو - يوليو: تنظيم دورة الألعاب الإفريقية للشباب.
- 2011
  - فبراير: مظاهرة سياسية.[10]
  - بدء تشغيل خط طرامواي الرباط - سلا .
  - عدد السكان: 1،843،000 نسمة.[4]
- 2012 - افتتاح مبنى الركاب الجديد في مطار الرباط - سلا الدولي.
- 2013 - افتتاح أرشيف المغرب.
- 2014 - عدد السكان: 578644 (تقديري).[11]
- 2015 - المدينة تصبح جزء من جهة الرباط سلا القنيطرة الإدارية.